# Diecéze attudská
Diecéze Attuda je titulární diecéze římskokatolické církve.

## Historie
Attuda, identifikovatelná s ruinami Hao-Kög v dnešním Turecku, je starobylé biskupské sídlo, nacházející se v římské provincii Frýgie Pacatiana. Byla součástí Konstantinopolského patriarchátu a sufragánnou arcidiecéze Laodicea ve Frýgii. Roku 553 po rozdělení provincie Frýgie Pacatiana, se Attuda stala součástí církevní provincie arcidiecéze Hierapolis ve Frýgii. 
Známe pět biskupů této diecéze. Hermelaos, který se zúčastnil roku 431 Efezského koncilu. Symmachus, podepsaný roku 451 na Chalkedonském koncilu. Stephanus, zúčastněný roku 692 Trullské synody. Nicetas a Arsenius, kteří se zúčastnili koncilu roku 879, po němž byl odvolán patriarcha Fotios.
Dnes je využívána jako titulární biskupské sídlo; v současnosti je bez titulárního biskupa.

## Seznam biskupů
- Hermelaos (zmíněn roku 431)
- Symmachus (zmíněn roku 451)
- Stephanus (zmíněn roku 692)
- Nicetas (zmíněn roku 879)
- Arsenius (zmíněn roku 879)

## Seznam titulárních biskupů
- 1898–1924 Máximo Fernández, O.P.
- 1926–1930 Aloysius Chen Guo-di, O.F.M.
- 1930–1946 Pierre-Henri-Noël Gubbels, O.F.M.
- 1947–1951 Johannes Baptist Lück, S.C.I.
- 1952–1955 Guillermo Escobar Vélez
- 1955–1964 Antônio Ferreira de Macedo, C.SS.R.